# Washington (Indiana)
Washington és una població dels Estats Units a l'estat d'Indiana. Segons el cens del 2000 tenia 11.380 habitants.

## Demografia
Segons el cens del 2000, Washington tenia 11.380 habitants, 4.658 habitatges, i 2.897 famílies. La densitat de població era de 928,9 habitants/km².
Dels 4.658 habitatges en un 30,6% hi vivien nens de menys de 18 anys, en un 45,9% hi vivien parelles casades, en un 12,5% dones solteres, i en un 37,8% no eren unitats familiars. En el 33,2% dels habitatges hi vivien persones soles el 16,1% de les quals corresponia a persones de 65 anys o més que vivien soles. El nombre mitjà de persones vivint en cada habitatge era de 2,36 i el nombre mitjà de persones que vivien en cada família era de 2,99.
Per edats la població es repartia de la següent manera: un 25,5% tenia menys de 18 anys, un 8,3% entre 18 i 24, un 26,1% entre 25 i 44, un 21,7% de 45 a 60 i un 18,3% 65 anys o més.
L'edat mediana era de 38 anys. Per cada 100 dones de 18 o més anys hi havia 84,7 homes.
La renda mediana per habitatge era de 29.055$ i la renda mediana per família de 37.713$. Els homes tenien una renda mediana de 30.570$ mentre que les dones 19.306$. La renda per capita de la població era de 16.721$. Entorn del 9,8% de les famílies i el 14,3% de la població estaven per davall del llindar de pobresa.

## Poblacions més properes
El següent diagrama mostra les poblacions més properes.